# Пламеницька Євгенія Михайлівна
Євге́нія Миха́йлівна Пламени́цька (до шлюбу Філоненко, 26 грудня 1927, Харків — 16 березня 1994, Київ) — українська архітекторка-реставраторка. Член Спілки архітекторів України.

## Біографія
В 1946 році почала навчання на архітектурному факультеті Київського державного художнього інституту (нині Національна академія образотворчого мистецтва і архітектури), який закінчила 1952 році.
Працювала в Українському спеціальному науково-реставраційному виробничому управлінні (1953—1964), Науково-дослідному інституті теорії та історії архітектури (1964—1970), Інституті «Укрпроектреставрація» (1971—1991), Інституті «Укрзахідпроектреставрація» (1992—1993), Науково-дослідному інституті теорії та історії архітектури і містобудування (1993—1994).
З 1953 року здійснила 43 проєкти реставрації та консервації пам'яток архітектури, з них 15 у співавторстві. Основні об'єкти реставрації — пам'ятки архітектури Кам'янця-Подільського, Хмельницької області, замок в с. Олеську на Львівщині. В 1954 році першим проєктом архітекторки Євгенії Пламеницької стала огорожа з брамою церкви Спаса на Берестові Києво-Печерської лаври. У 1958 році за її проєктом у Києво-Печерській лаврі була відреставрована Церква святого Миколая, Митрополичі покої та ін.

Могила Євгенії та Ольги Пламеницьких, кладовище в Новосілках

Євгенія Пламеницька обстежила понад 400 пам'яток архітектури у 8 областях України, опублікувала 66 статей і 8 графічних реконструкцій. Вперше провела архітектурно-археологічні дослідження в Кам'янці-Подільському (Старий замок, ринкова площа) і виявила муровані укріплення та житлову забудову давньоруської доби, підтвердивши давньоруське походження міста.
Співавторка містобудівної концепції регенерації Кам'янця-Подільського (разом з Ольгою Пламеницькою). Співавторка (разом з О. Пламеницькою) дако-римської гіпотези про заснування Кам'янця-Подільського.
Померла на 67-му році життя 16 березня 1994 року. Похована разом із донькою на кладовищі села Новосілки (50°21′14.78″ пн. ш. 30°28′2.08″ сх. д. / 50.3541056° пн. ш. 30.4672444° сх. д.).
У 2022 році вулицю Черняховського у Кам'янці-Подільському перейменували на честь Євгенії та Ольги Пламеницьких.

### Родина
- Чоловік — художник Анатолій Пламеницький (1920—1982).
  - Донька — архітекторка-реставраторка, кандидат архітектури Ольга Пламеницька (1956—2022).